# Tipula (Microtipula) ariranhae
Tipula (Microtipula) ariranhae is een tweevleugelige uit de familie langpootmuggen (Tipulidae). De soort komt voor in het Neotropisch gebied.